# Promoción de ascenso a Primera División de España
La promoción de ascenso a Primera División de España, también conocida como playoff de ascenso a Primera División de España, es el nombre que recibe la segunda fase del Campeonato Nacional de Liga de Segunda División de fútbol en España. Se trata de un método utilizado desde la temporada 2010-11 con el cual se pretende aumentar las posibilidades de ascenso a clubes clasificados en posiciones inferiores, incrementando con ello la espectacularidad del campeonato en sus últimas jornadas y los beneficios que se derivan de ello, tanto en lo deportivo como en lo económico y social.

## Instauración
En temporadas anteriores a la utilización de este formato, eran los tres primeros clasificados los que promocionaban a la máxima competición (en sustitución de los tres últimos clasificados de Primera División). A partir de entonces, los dos primeros clasificados de la segunda categoría ascienden directamente, mientras que el tercer ascendido resulta de un playoff disputado entre los clasificados en tercera, cuarta, quinta y sexta posición (o sucesivas posiciones si entre ellos se encuentra el filial de un equipo que ya esté militando en la primera categoría o si a algún contendiente se le ha privado de su derecho a participar a raíz de alguna sanción administrativa).

## Método de competición
Los cuatro equipos que se disputan la tercera plaza de ascenso al término de la primera fase de la temporada juegan un torneo por eliminatorias a doble partido. El tercer clasificado en liga es emparejado con el sexto clasificado, mientras que el cuarto se enfrenta al quinto. Los ganadores de ambas eliminatorias disputan una final, también a doble partido, que determina el ganador de la promoción y por tanto el tercer ascenso a Primera División. Tanto en las dos semifinales como en la final se disputarán los encuentros de ida en los campos de los equipos que finalizaron la fase regular en una posición inferior, por lo que en las semifinales siempre se van a disputar los encuentros de ida ante las aficiones de los equipos clasificados en quinta y sexta posición. 
Desde la temporada 2021-22 no se aplica la regla del gol de visitante ni existe la tanda de penaltis, por lo que si una eliminatoria finaliza con empate a goles se jugará una prórroga de dos tiempos de 15 minutos tras la que, en caso de no haberse resuelto el empate, se considerará ganador al equipo que finalizó la fase regular en una posición superior.

## Ascensos por temporada
| Temporada | Ascensos directos                                      | Promoción                 | Promoción               | Promoción                  | Promoción                   |
| Temporada | Ascensos directos                                      | Tercero                   | Cuarto                  | Quinto                     | Sexto                       |
| --------- | ------------------------------------------------------ | ------------------------- | ----------------------- | -------------------------- | --------------------------- |
| 2011      | Real Betis Balompié (1.º) Rayo Vallecano (2.º)         | Elche C. F. (4.º) (F)     | Granada C. F. (5.º) (A) | R. C. Celta de Vigo (6.º)  | Real Valladolid C. F. (7.º) |
| 2012      | Deportivo de La Coruña (1.º) R. C. Celta de Vigo (2.º) | Real Valladolid C. F. (A) | A. D. Alcorcón (F)      | Hércules C. F.             | Córdoba C. F.               |
| 2013      | Elche C. F. (1.º) Villarreal C. F. (2.º)               | U. D. Almería (A)         | Girona F. C. (F)        | A. D. Alcorcón             | U. D. Las Palmas            |
| 2014      | S. D. Eibar (1.º) Deportivo de La Coruña (2.º)         | Real Murcia C. F.(4.º)    | Sporting de Gijón (5.º) | U. D. Las Palmas (6.º) (F) | Córdoba C. F. (7.º) (A)     |
| 2015      | Real Betis Balompié (1.º) Sporting de Gijón (2.º)      | Girona F. C.              | U. D. Las Palmas (A)    | Real Valladolid C. F.      | Real Zaragoza (F)           |
| 2016      | Deportivo Alavés (1.º) C. D. Leganés (2.º)             | Gimnàstic de Tarragona    | Girona F. C. (F)        | Córdoba C. F.              | C. A. Osasuna (A)           |
| 2017      | Levante U. D. (1.º) Girona F. C. (2.º)                 | Getafe C. F. (A)          | C. D. Tenerife (F)      | Cádiz C. F.                | S. D. Huesca                |
| 2018      | Rayo Vallecano (1.º) S. D. Huesca (2.º)                | Real Zaragoza             | Sporting de Gijón       | Real Valladolid C. F. (A)  | C. D. Numancia (F)          |
| 2019      | C. A. Osasuna (1.º) Granada C. F. (2.º)                | Málaga C. F.              | Albacete Balompié       | R. C. D. Mallorca (A)      | Deportivo de La Coruña (F)  |
| 2020      | S. D. Huesca (1.º) Cádiz C. F. (2.º)                   | Real Zaragoza             | U. D. Almería           | Girona F. C. (F)           | Elche C. F. (A)             |
| 2021      | R. C. D. Espanyol (1.º) R. C. D. Mallorca (2.º)        | C. D. Leganés             | U. D. Almería           | Girona F. C. (F)           | Rayo Vallecano (A)          |
| 2022      | U. D. Almería (1.º) Real Valladolid C. F. (2.º)        | S. D. Eibar               | U. D. Las Palmas        | C. D. Tenerife (F)         | Girona F. C. (A)            |
| 2023      | Granada C. F. (1.º) U. D. Las Palmas (2.º)             | Levante U. D. (F)         | Deportivo Alavés (A)    | S. D. Eibar                | Albacete Balompié           |
| 2024      | C. D. Leganés (1.º) Real Valladolid C. F. (2.º)        | S. D. Eibar               | R. C. D. Espanyol (A)   | Sporting de Gijón          | Real Oviedo (F)             |
| 2025      | Levante U. D. (1.º) Elche C. F. (2.º)                  | Real Oviedo (A)           | C. D. Mirandés (F)      | Racing de Santander        | U. D. Almería               |

| (1.º/2.º) Asciende directamente a Primera División                       |
| (A) Asciende a Primera División como ganador de la promoción             |
| (F) Finalista de la promoción de ascenso (permanece en Segunda División) |

## Equipos según su debut en la promoción
| Año  | Equipos según su debut en la promoción                              |
| ---- | ------------------------------------------------------------------- |
| 2011 | Elche C. F., Granada C. F., Celta de Vigo, Real Valladolid C. F.    |
| 2012 | A. D. Alcorcón, Hércules C. F., Córdoba C. F.                       |
| 2013 | U. D. Almería, Girona F. C., U. D. Las Palmas                       |
| 2014 | Real Murcia C. F., Sporting de Gijón                                |
| 2015 | Real Zaragoza                                                       |
| 2016 | Gimnàstic de Tarragona, C. A. Osasuna                               |
| 2017 | Getafe C. F., C. D. Tenerife, Cádiz C. F., S. D. Huesca             |
| 2018 | C. D. Numancia                                                      |
| 2019 | Málaga C. F., Albacete Balompié, R. C. D. Mallorca, R. C. Deportivo |
| 2020 | No hubo debutantes                                                  |
| 2021 | C. D. Leganés, Rayo Vallecano                                       |
| 2022 | S. D. Eibar                                                         |
| 2023 | Levante U. D., Deportivo Alavés                                     |
| 2024 | R. C. D. Espanyol, Real Oviedo                                      |
| 2025 | C. D. Mirandés, Racing de Santander                                 |

Se muestran en negrita los equipos que fueron campeones en el año de su debut.

## Palmarés
| Club                         | Ganados | Subcampeón | Semifinales | Años de los playoffs |
| ---------------------------- | ------- | ---------- | ----------- | -------------------- |
| Real Valladolid C. F.        | 2       | -          | 2           | 2012, 2018           |
| Girona F. C.                 | 1       | 4          | 1           | 2022                 |
| U. D. Las Palmas             | 1       | 1          | 2           | 2015                 |
| Elche C. F.                  | 1       | 1          | -           | 2020                 |
| Real Oviedo                  | 1       | 1          | -           | 2025                 |
| U. D. Almería                | 1       | -          | 3           | 2013                 |
| Córdoba C. F.                | 1       | -          | 2           | 2014                 |
| Granada C. F.                | 1       | -          | -           | 2011                 |
| C. A. Osasuna                | 1       | -          | -           | 2016                 |
| Getafe C. F.                 | 1       | -          | -           | 2017                 |
| R. C. D. Mallorca            | 1       | -          | -           | 2019                 |
| Rayo Vallecano               | 1       | -          | -           | 2021                 |
| Deportivo Alavés             | 1       | -          | -           | 2023                 |
| R. C. D. Espanyol            | 1       | -          | -           | 2024                 |
| C. D. Tenerife               | -       | 2          | -           |                      |
| Real Zaragoza                | -       | 1          | 2           |                      |
| A. D. Alcorcón               | -       | 1          | 1           |                      |
| C. D. Numancia               | -       | 1          | -           |                      |
| R. C. Deportivo de La Coruña | -       | 1          | -           |                      |
| Levante U. D.                | -       | 1          | -           |                      |
| C. D. Mirandés               | -       | 1          | -           |                      |
| S. D. Eibar                  | -       | -          | 3           |                      |
| Sporting de Gijón            | -       | -          | 3           |                      |
| Albacete Balompié            | -       | -          | 2           |                      |
| Celta de Vigo                | -       | -          | 1           |                      |
| Hércules C. F.               | -       | -          | 1           |                      |
| Real Murcia C. F.            | -       | -          | 1           |                      |
| Gimnàstic de Tarragona       | -       | -          | 1           |                      |
| Cádiz C. F.                  | -       | -          | 1           |                      |
| S. D. Huesca                 |         |            | 1           |                      |
| Málaga C. F.                 | -       | -          | 1           |                      |
| C. D. Leganés                | -       | -          | 1           |                      |
| Racing de Santander          | -       | -          | 1           |                      |